# Chaetarcturus taniae
Chaetarcturus taniae är en kräftdjursart som beskrevs av Gary C.B. Poore 1998. Chaetarcturus taniae ingår i släktet Chaetarcturus och familjen Antarcturidae. Inga underarter finns listade i Catalogue of Life.